# Kevin Costello

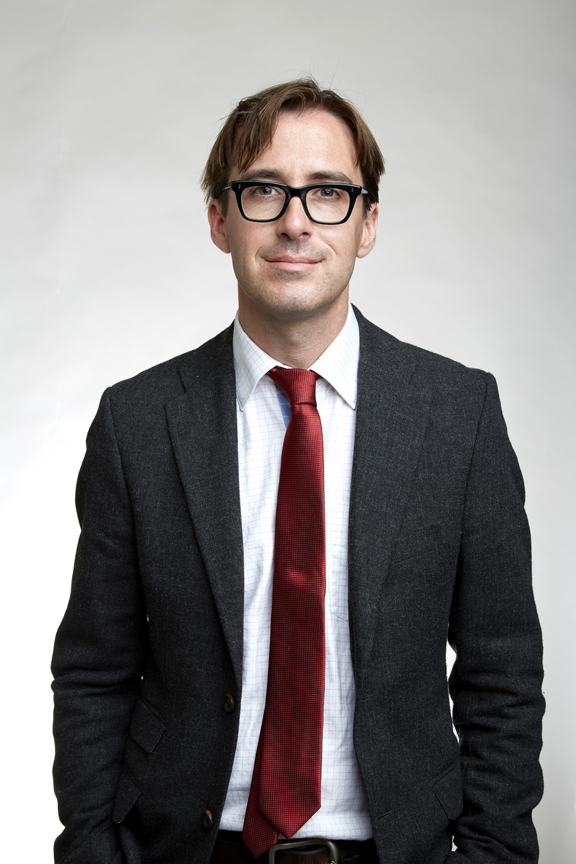
Kevin Costello

Kevin Costello (* 1977 in Cork, Irland) ist ein irischer Mathematiker und mathematischer Physiker.
Costello wurde 2003 bei Ian Grojnowski an der Universität Cambridge promoviert (Gromov–Witten Invariants and Symmetric Products). Er ist Professor für Mathematik an der Northwestern University und seit 2014 Professor für theoretische Physik am Perimeter Institute auf einem der beiden von der Krembil Foundation gestifteten Lehrstühle (den anderen erhielt Davide Gaiotto).
Costello befasst sich mit topologischen Quantenfeldtheorien und deren Zusammenhang mit Yang-Mills-Theorien und deren supersymmetrischen Varianten. Ihm gelang eine streng mathematische Beschreibung des Renormierungsgruppenflusses in Quantenfeldtheorien (eingeführt von Kenneth Wilson), in deren Rahmen er auch einen neuen alternativen Beweis der Renormierung von reinen Yang-Mills-Theorien gab. In seiner Behandlung von Eichtheorien benutzt er dabei den Batalin-Vilkovisky-Formalismus.
Weiter konnte er einen Zusammenhang exakt lösbarer Gittermodelle in zwei Dimensionen (wie dem Ising-Modell der statistischen Mechanik, formal über die Yang-Baxter-Gleichung mit Spektralparameter) und vierdimensionalen Quantenfeldtheorien herstellen. Dabei handelt es sich um topologische Quantenfeldtheorien (Chern-Simons-Theorie), bei denen eine der drei reellen Dimensionen komplexifiziert wurde (die Theorie ist holomorph in einer Dimension, topologisch in zwei Dimensionen).
Er gab mit seiner mathematischen Definition von Quantenfeldtheorien eine strenge Begründung des Witten-Geschlechts (ein von Witten mit Methoden der Quantenfeldtheorie konstruiertes Multiplikatives Geschlecht) einer kompakten komplexen Mannigfaltigkeit.
2017 erhielt Costello den Berwick-Preis, 2018 wurde er in die Royal Society gewählt. Für 2020 wurde ihm der Leonard Eisenbud Prize für Mathematik und Physik zugesprochen, für 2022 der John L. Synge Award der Royal Society of Canada. 

## Schriften
- Renormalization and Effective Field Theory. In: Mathematical Surveys and Monographs. Band 170, American Mathematical Society, 2011, Preprint
- A geometric construction of the Witten genus. I, Arxiv Preprint 2010, Teil 2, Arxiv
- Topological conformal field theories and gauge theories. In: Geometry & Topology. Band 11, 2007, S. 1539–1579, Arxiv
- Topological conformal field theories and Calabi-Yau categories. In: Adv. Math. Band 210, 2007, S. 165–214, Arxiv
- mit Owen Gwilliam: Factorization algebras in quantum field theory. Cambridge University Press,  2 Bände, 2017, 2021, Preprint
- mit Claudia Scheimbauer: Lectures on mathematical aspects of (twisted) supersymmetric gauge theories. Les Houches Winter School 2012, Arxiv
- Supersymmetric gauge theory and the Yangian. Arxiv, 2013